# Král šamanů
Král šamanů (v japonském originále シャーマンキング, anglicky Shaman King) je japonská manga, kterou napsal a nakreslil Hirojuki Takei. Manga vycházela v letech 1998–2004 v časopisu Šúkan šónen Jump a bylo podle ní natočeno v roce 2001 stejnojmenné anime.

## Příběh
Děj se odehrává v Tokiu v Japonsku. Manta Oyamada, student zdejší střední školy, se jednou pozdě večer rozhodne jít domů zkratkou přes hřbitov, kde narazí na Yoha Asakuru a jeho „společníky“ – duchy ze hřbitova. Manta časem zjišťuje, že Yoh je šaman, médium mezi světem živých a mrtvých, a stanou se nejlepšími přáteli. Později také zjistí důvod, proč Yoh přišel do Tokia. Každých 500 let se koná turnaj mezi šamany, aby byl nakonec vybrán jeden, který se stane králem šamanů. Ten má pak moc svět zničit nebo ho naopak udělat lepším. Aby vyhrál, začne ho trénovat jeho snoubenka Anna. Později narazí na ostatní šamany, kteří se s ním skamarádí, např. Lyserg, Horohoro, Tao Ren, Faust, Rio, Joco, aj.
Během turnaje se Yoh střetne s Hao Asakurou (Zeke). Hao byl kdysi poražen a nestal se králem šamanů, byl však schopný se znovu reinkarnovat a narodil se jako Yohovo dvojče. Krátce po svém narození ho chtěli rodiče zabít, což se jim nepovedlo. Hao chce výmitit z planety lidi a stvořit tak svět jen pro šamany. Úkolem Yoha je ho porazit.

## Postavy
- Yoh Asakura (v anglickém anime Joe)
- Manta Oyamada (Morty) – přítel Yoha
- Anna Kyoyama – snoubenka Yoha
- Hao Asakura (Zeke) – člen rodiny Asakura a Yohovo dvojče, stojí proti němu
- Amidamaru – duch samuraje, strážný duch Yoha
- Horohoro (Trey)
- Tao Ren (Len)
- Bason – duch bývalého válečníka, patří Tao Renovi
- Ryunosuke Umemiya (Rio) – vůdce gangu, později se stane šamanem
- Faust VIII.
- Lyserg – sirotek, kamarád Yoha; účastní se turnaje, aby pomstil své rodiče, které zabil Hao Asakura, protože se k němu nechtěli přidat
- Joco – šaman afroamerického původu